# Sint-Nicomedeskerk
De Sint-Nicomedeskerk (Sankt Nikomedes) is de katholieke kerk van Borghorst, een plaats die behoort tot de stad Steinfurt (Noordrijn-Westfalen).

## Geschiedenis en architectuur
De kerk staat op de plaats van de in de jaren 1880 afgebroken stiftskerk van het tijdens de secularisatie opgeheven damesstift Borghorst. De Nicomedeskerk kwam ervoor in de plaats en werd in de jaren 1885-1889 als een van de grootste kerken in het bisdom Münster door Hilger Hertel sr. gebouwd. Tijdens de bouw stierf de architect en nam zijn zoon Hilger Hertel jr. het werk over. Het gebouw met een 95 meter hoge toren is een hallenkerk in de stijl van de hooggotiek met een façade van natuursteen.

## Inrichting

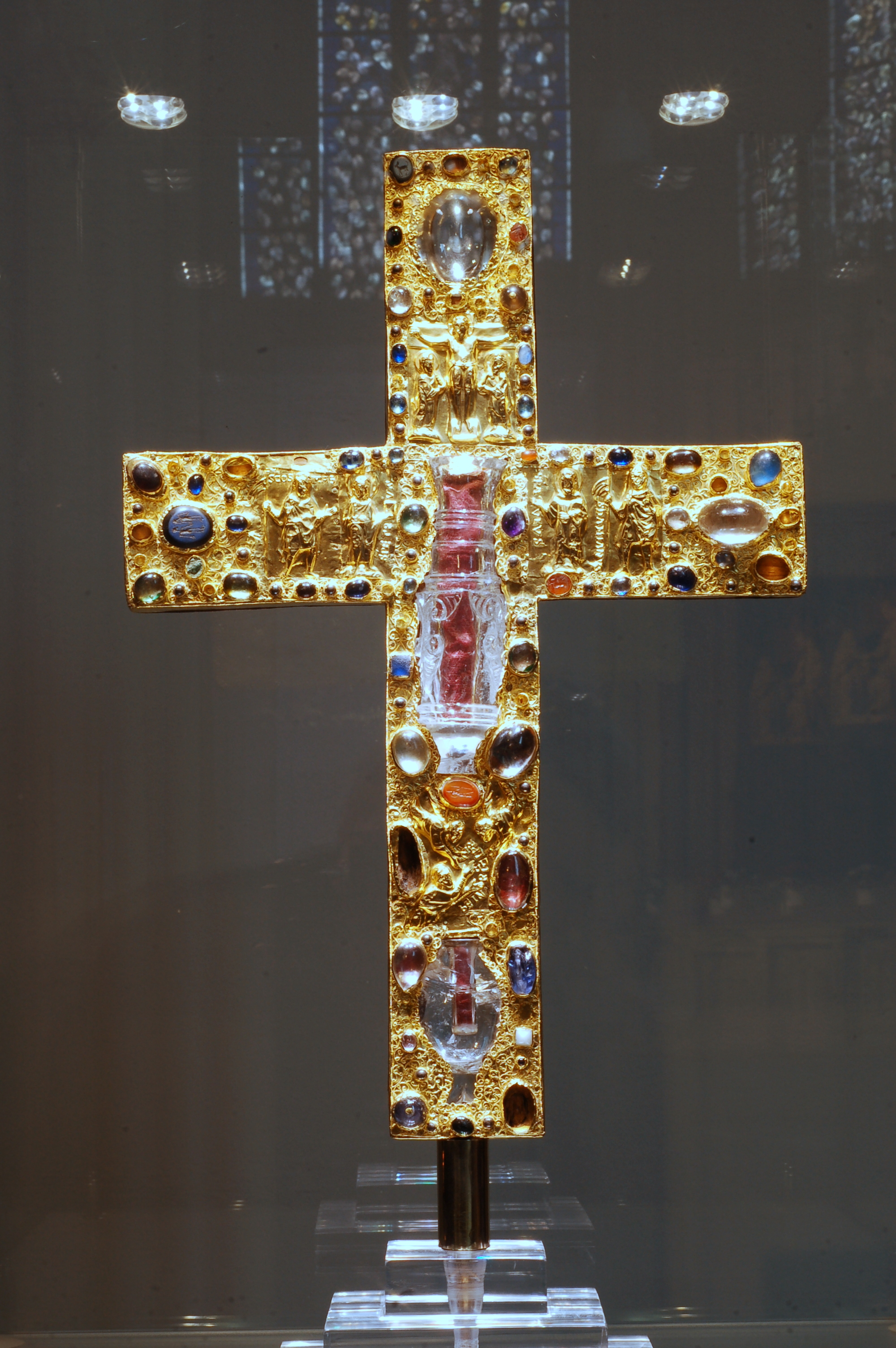
Het stiftskruis van Borghorst

Uit de vroegere stiftskerk hebben een aantal voorwerpen weer een plek gekregen in de huidige kerk.
- Het in de 11e eeuw vervaardigde Borghorster Stiftskreuz, een gouden, kruisvormige reliekhouder, maakt deel uit van[1] de kerkschat van de Sint-Nicomedes.
- Het romaans doopvont van het Bentheimer type dateert uit circa 1170 (de bronzen voet en de deksel zijn 20e-eeuws).
- Een vesperbeeld uit 1430 en een beeldengroep van Maria die door haar moeder Anna uit de Heilige Schrift wordt onderwezen uit 1450-1470 stammen eveneens uit de stiftskerk.
- De houten beelden van de heilige Nikomedes en de heilige Laurentius uit de 18e eeuw stonden vroeger in het barokke hoofdaltaar van de stiftskerk.
- Een stenen Madonna, volgens een chronogram uit 1724.

Uit de moderne periode dateren het celebratie-altaar van Hubert Teschlade uit 1965. Het hoogaltaar met een rechthoekige reliëfopzet van messing is een werk van de kunstenaar Hans Dinnendahl uit de jaren 1948-1950. De gebrandschilderde koorvensters dateren uit de bouwperiode, de andere vensters zijn in modernere stijl en later geplaatst.
In de oude sacristie aan de noordzijde van het koor werd in 1985 de stifskamer ingericht. Hier staat de belangrijkste schat van de kerk: het gouden relikwiekruis is een van de belangrijkste werken van ottoonse goudsmeedkunst in Westfalen. Het kruis werd in de 11e eeuw gemaakt en geschonken door Bertha, de derde abdis van het stift. Op de achterzijde is de abdis afgebeeld. Op de voorzijde is keizer Hendrik III te zien, wiens familie nauwe banden had met de stichters van het stift Borghorst. Het kruis draagt op de voorzijde drie ampullen van bergkristal waarin 17 relikwieën worden bewaard.
In de stiftskamer zijn in totaal nog zo'n 30 voorwerpen te zien. Hieronder bevinden zich naast liturgische gewaden en vaatwerk o.a. nog drie bronzen kandelaren uit de 12e eeuw, een relikwiebeeld van de heilige Nicomedes uit ± 1380 en een laatgotische Madonna met het Jezuskind.